# Марокко на зимних Олимпийских играх 1984
Марокко принимала участие в Зимних Олимпийских играх 1984 года в Сараево (Югославия) после шестнадцатилетнего перерыва, во второй раз за свою историю, но не завоевала ни одной медали. Страну представляли 4 горнолыжника.

## Горнолыжный спорт
Спортсменов - 4
Мужчины
| Спортсмен           | Вид               | 1 попытка | 2 попытка      | Всего   | Место |
| ------------------- | ----------------- | --------- | -------------- | ------- | ----- |
| Ахмад Уачит         | Слалом            | 1.13,04   | 1.10,34        | 2.23,38 | 38    |
| Ахмад Уачит         | Гигантский слалом | 1.45,17   | 1.56,94        | 3.42,11 | 64    |
| Ахмед Аит Мулай     | Слалом            | 1.24,80   | 1.18,45        | 2.43,25 | 44    |
| Ахмед Аит Мулай     | Гигантский слалом | 1.54,54   | 2.03,41        | 3.57,95 | 73    |
| Брахим Аит Сибрахим | Слалом            | 1.18,19   | не финишировал | -       | -     |
| Брахим Аит Сибрахим | Гигантский слалом | 1.56,32   | не финишировал | -       | -     |
| Хамид Ужебатт       | Гигантский слалом | 1.58,13   | 2.08,56        | 4.06,69 | 76    |